# 彎角長螢金花蟲
彎角長螢金花蟲（学名：Hoplosaenidea chujoi）为金花蟲科長螢金花蟲屬下的一个种。